# Арабизмы в ингушском языке
Арабизмы (заимствования из арабского языка) в ингушском языке начали появляться ещё с конца XVIII века, однако период массового заимствования относится к середине XIX века в связи с окончательным утверждением ислама в Ингушетии, из-за чего большинство арабских заимствований в ингушском языке — это слова, связанные с исламом и мусульманской моралью. Кроме собственно арабских слов, ингушский также заимствовал некоторые среднеперсидские слова посредством арабского. Часть арабизмов проникла в ингушский язык в советский период через русский язык. Лексика арабского происхождения была освоена ингушским языком и активно используется как в обиходной, так и в литературной речи.

## История
Единичные арабские слова были заимствованы в ингушский ещё в конце XVIII века. Массово арабизмы стали появляться с середины XIX века в связи с окончательным утверждением ислама в Ингушетии. Из-за этого большинство ингушских арабизмов — это слова, связанные с исламом и мусульманской моралью. В XIX веке в Ингушетии был образован целый институт арабских школ, на арабском велась корреспонденция, публиковались философские и светские труды. Вследствие этого ингушский язык заимствовал из арабского не только религиозные термины, но и слова из других областей: например, названия строений, животных, одежды, общественно-политические термины.
Посредством арабского ингушский также заимствовал некоторые исконно среднеперсидские слова. Например, инг. бел «лопата» < ср.-перс. bel; буру «крепость» < ср.-перс. baru; инг. думи/дими «курдюк» < ср.-перс. dum//dumbak «курдюк». Часть арабизмов проникли в ингушский язык в советский период посредством русского языка. Например, инг. алгебра, алгоритм, азимут, сироп, халат, маскарад, шахматаш.

## Виды заимствования
Арабизмы в ингушском языке включают в себя:
1. Религиозные понятия, которые составляют абсолютное большинство: ди/дин «религия», «вера»; Аллахӏ «Аллах»; хьажол «хадж, паломничество»; маьждиг «мечеть» и другие.
2. Общественно-политические, бытовые термины, а также термины из сферы образования и науки: Іадат «адат, свод обычаев и традиций»; Ӏилма «наука»; Іаьдал «закон, власть»; хьаькхал «ум, разум» и другие.
3. Названия одежды, домашней утвари и продуктов питания: халат «халат»; алтаз «атлас»; хьовла «халва»; зейт «олива»; дов «иск, претензия» и другие.
4. Имена: Мохьмад/Мухьаммад «Мухаммед»; Ахьмад «Ахмед»; Махьмуд «Махмуд»; Ӏисмаӏал «Исмаил»; Жабраьил «Джибриль» и другие.
5. Служебные слова: ва «и» (соединительный союз); хӏета «так как, даже, несмотря на»; амма «но».

## Процесс заимствования
В процессе заимствования арабизмы часто подвергались фонетическим изменениям, обусловленным особенностями ингушского языка. При заимствовании происходили следующие фонетические переходы: /f/ → /p/; /k/ →/qˀ/; /b/ → /p/, /v/ → /b/. В кластерах согласных, наличие которых не свойственно ингушскому языку, появлялась эпентетическая гласная, например: араб. сабр → инг. сабар. Из некоторых арабских слов при заимствовании выпадало сочетание /un/: араб. Ӏаракъун → инг. къаракъ, араб. хьайванун → инг. хьайба и др.
Часть арабизмов в ингушском языке подверглась семантическому изменению. Часто наблюдается сужение значений заимствованного слова, то есть многозначное в языке-доноре слово теряет в языке-реципиенте одно или несколько своих значений. Намного реже встречается расширения значения заимствованного слова: например, араб. сурэт «образ» → инг. сурт «образ, картина, рисунок, фотография». Редки случаи семантического изменения арабских слов в виде нарушения или потери семантической связи с прототипом. Например, араб. хейр «добро, благополучие» → инг. хейра «польза, на пользу».